# Fælles Kurs
Fælles Kurs var et dansk venstrefløjsparti, stiftet den 19. april 1986 af Preben Møller Hansen. Ved folketingsvalget den 8. september 1987 opnåede partiet valg til Folketinget med 4 mandater. Ved det næste folketingsvalg i maj 1988 manglede partiet 0,1% for at komme over spærregrænsen. I et forsøg på at opnå repræsentation til Folketinget i 1990 indgik Fælles Kurs i et taktisk samarbejde med Mogens Glistrup og hans nye parti Trivselspartiet, men det viste sig at være nytteløst, da man ikke opnåede tilstrækkelig mange stemmer for at komme i Folketinget.
Partiet var tildelt partibogstavet P på stemmesedlen.
Partiet havde medlemmer i Københavns Borgerrepræsentation indtil valget i 2001.
Efter en række folketingsvalg, hvor partiet ikke opstillede, besluttede partiet at opløse sig selv efter kommunal- og folketingsvalget i november 2001. Medlemmerne blev opfordret til at melde sig ind i Danmarks Kommunistiske Parti (DKP).
Gitte Thomsen, der var formand for partiet ved opløsningen, er senere blevet næstformand for DKP. I november 2005 opstillede hun for Enhedslisten ved valgene til Aalborg Byråd og Region Nordjylland.

## Valgresultater
| Folketingsvalg | Stemmer | Procent | Mandater |
| -------------- | ------- | ------- | -------- |
| 1987           | 72.631  | 2,2 %   | 4        |
| 1988           | 62.263  | 1,9 %   | 0        |
| 1990           | 57.896  | 1,8 %   | 0        |

## Reference
1. ↑  Fælles Kurs på lex.dk